# Hotel Máj
Hotel Máj (též Interhotel Máj) je bývalé ubytovací zařízení v Ústí nad Labem.
Byl dokončen v roce 1988 na ústeckém sídlišti Severní Terasa v ulici Hoření dle návrhu architekty Jitky Pacákové. Interiér hotelu navrhl brněnský architekt Ivan Ruller ve spolupráci s Jindřichem Kumpoštem ml. V interiéru se objevila skleněná svítidla od Jaroslava Bejvla st., skleněná zrcadlová stěna od Vladimíra Procházky a keramická stěna od Oldřicha Rujbra.
Hotel vlastnila společnost Interhotely Liberec a.s., v privatizaci jej v roce 1998 získal Jaromír Houžvička od dnes již neexistujícího fondu národního majetku. Houžvička s hotelem ekonomicky neuspěl a v době prodeje v roce 2001 měl hotel pohledávky 155 tis. Kč. V té době se budova přestala využívat k hotelovým službám. Podle Houžvičky mohla za jeho neúspěch ústecká mafie propojená s policií i dalšími složkami státní správy.
K dubnu 2022 budova chátrá a je obývána bezdomovci a je označována za největší squat v Čechách. Město Ústí nad Labem by rádo objekt zbouralo, právní situace je však nepříznivá.

## Galerie

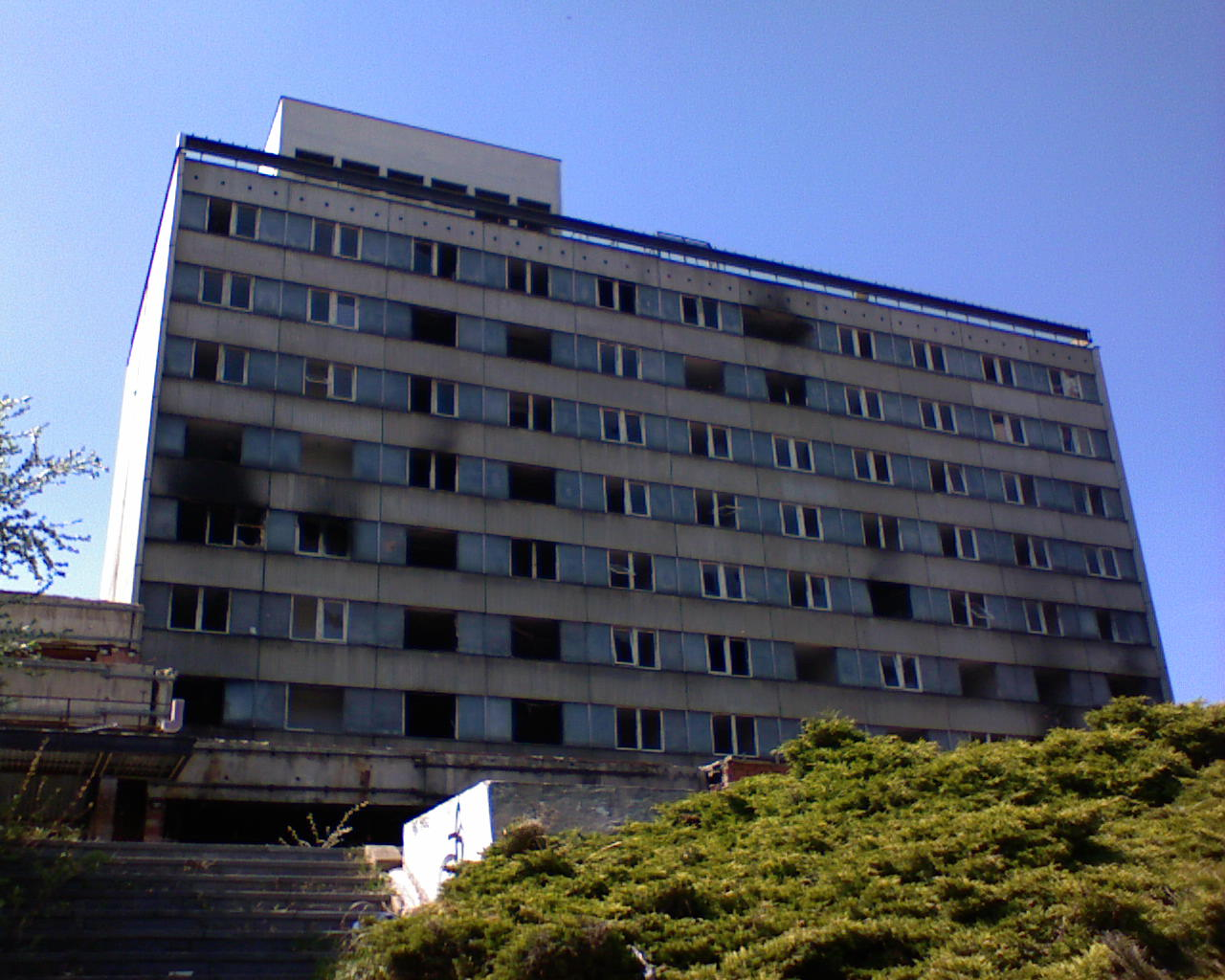
Zbytky původní fasády hotelu v roce 2010
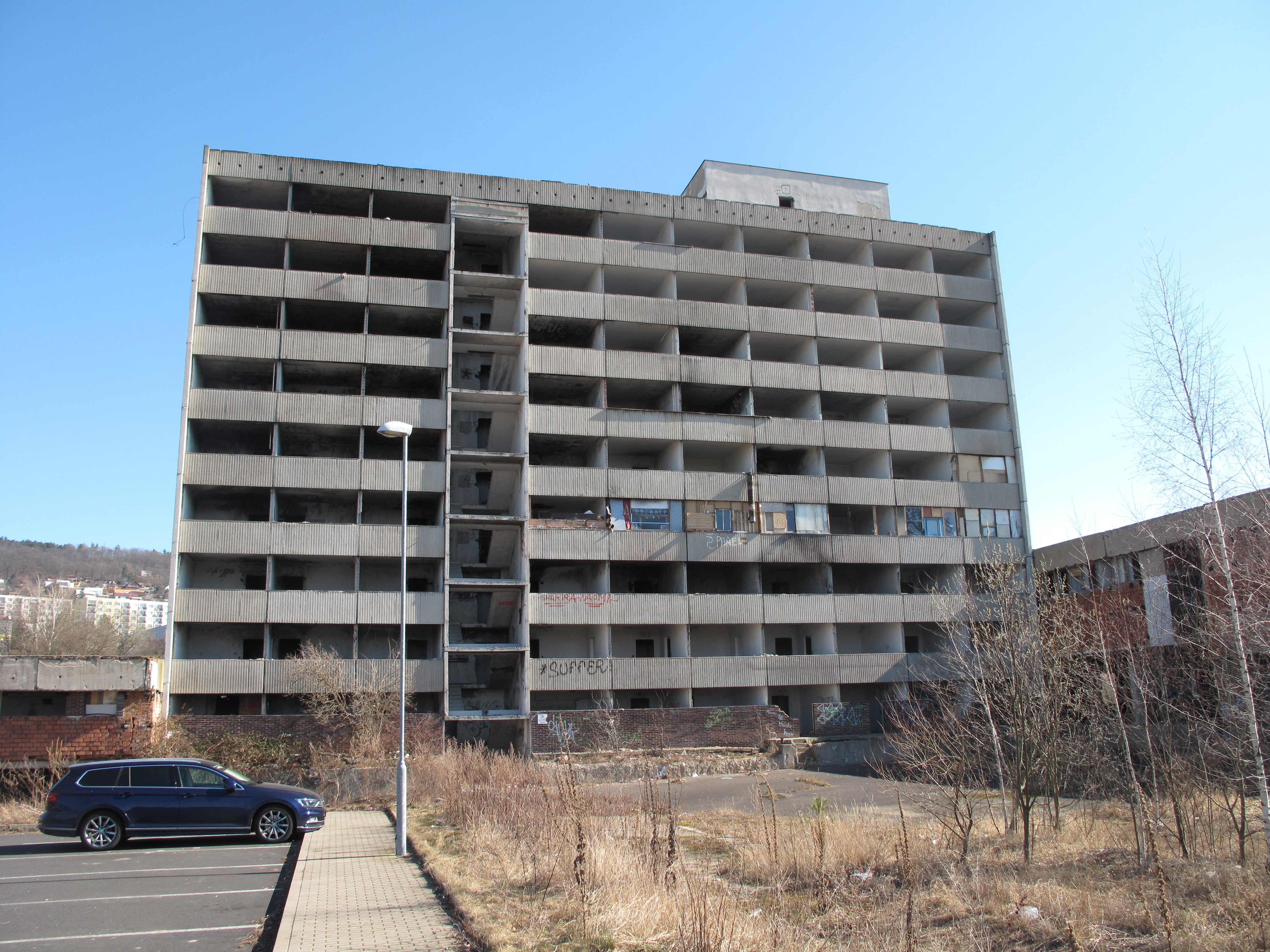
Zadní fasáda hotelu (březen 2022)
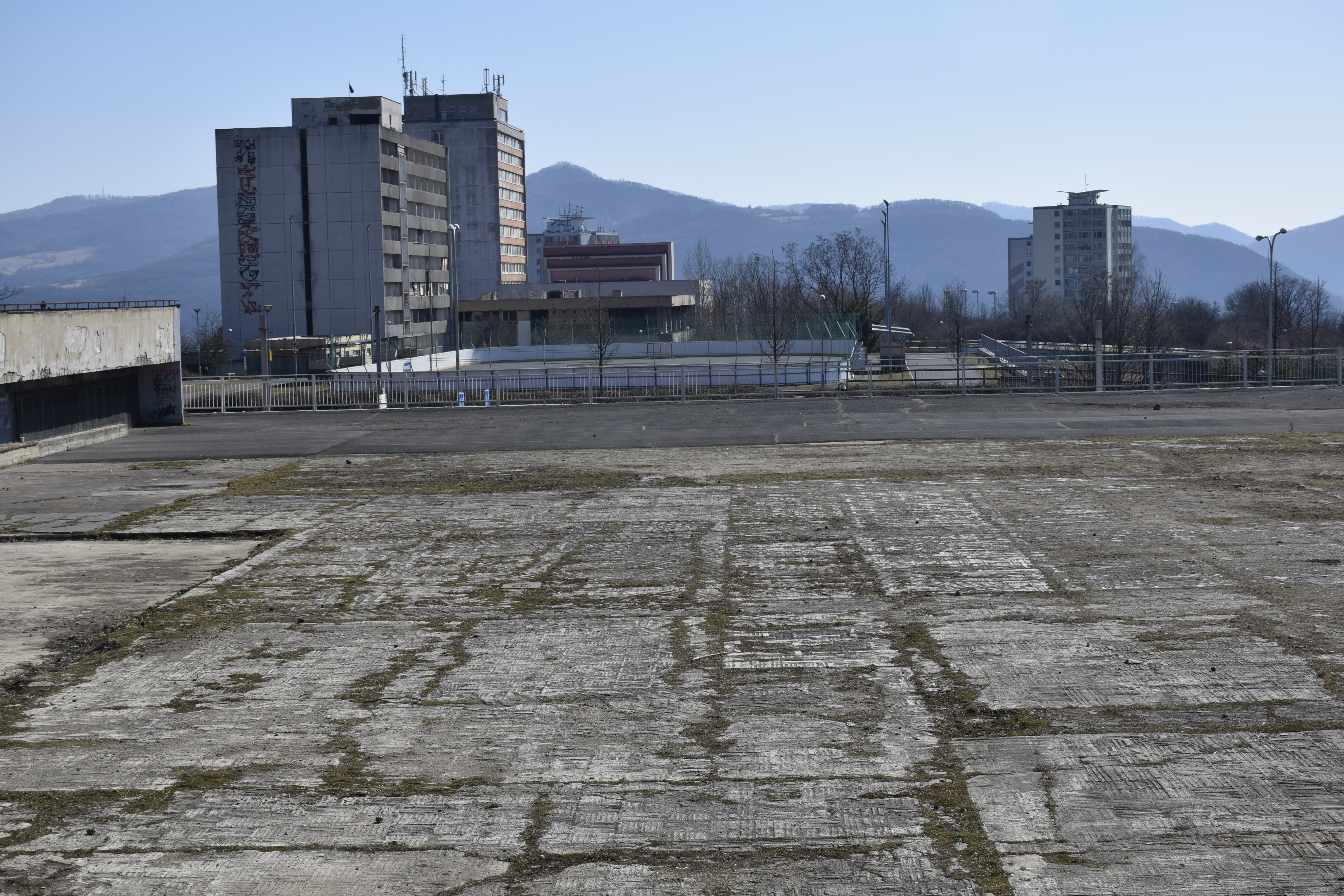
Pohled od sídliště Severní Terasa. Hotel Máj vlevo
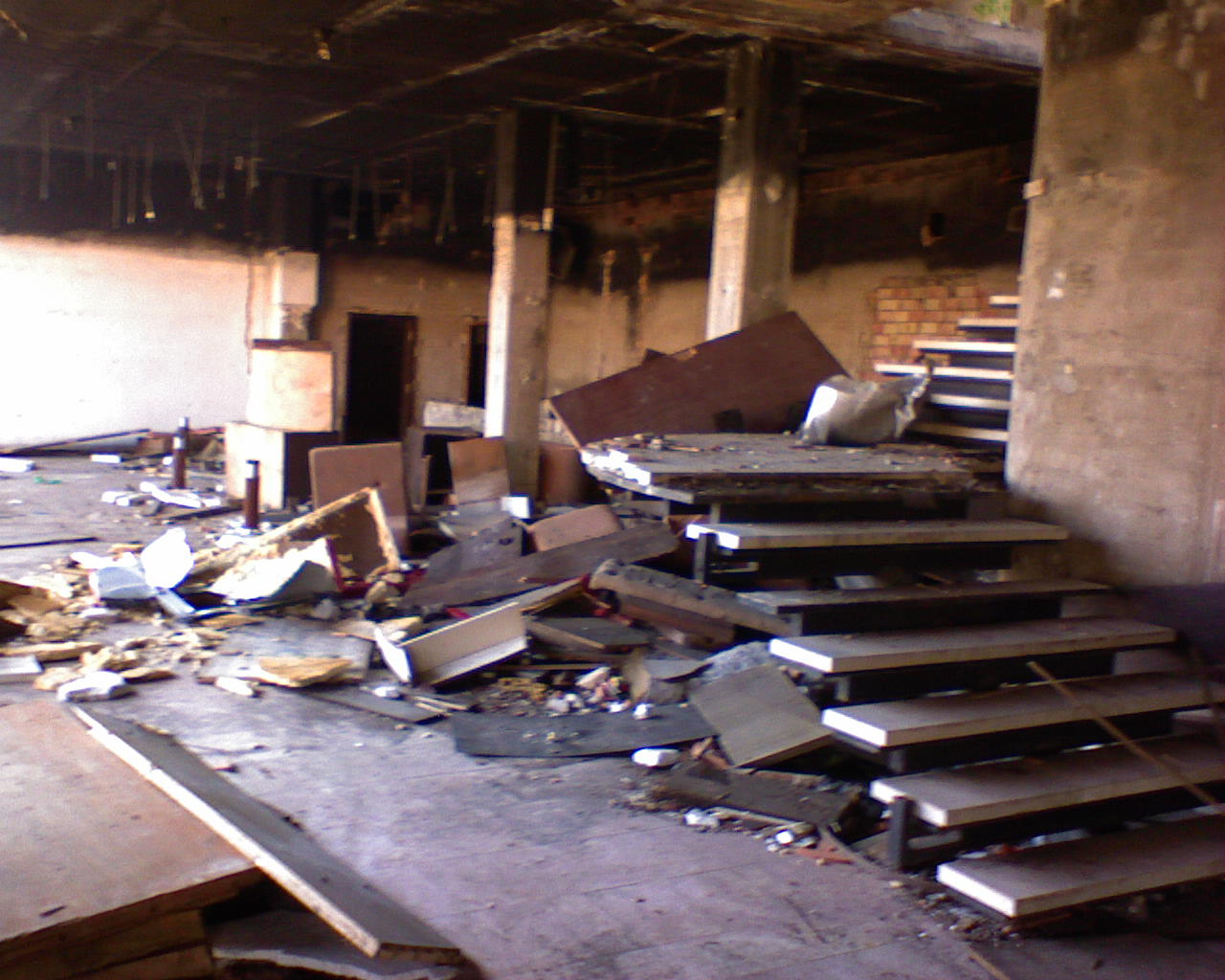
Zdemolované foyer se schodištěm v roce 2010
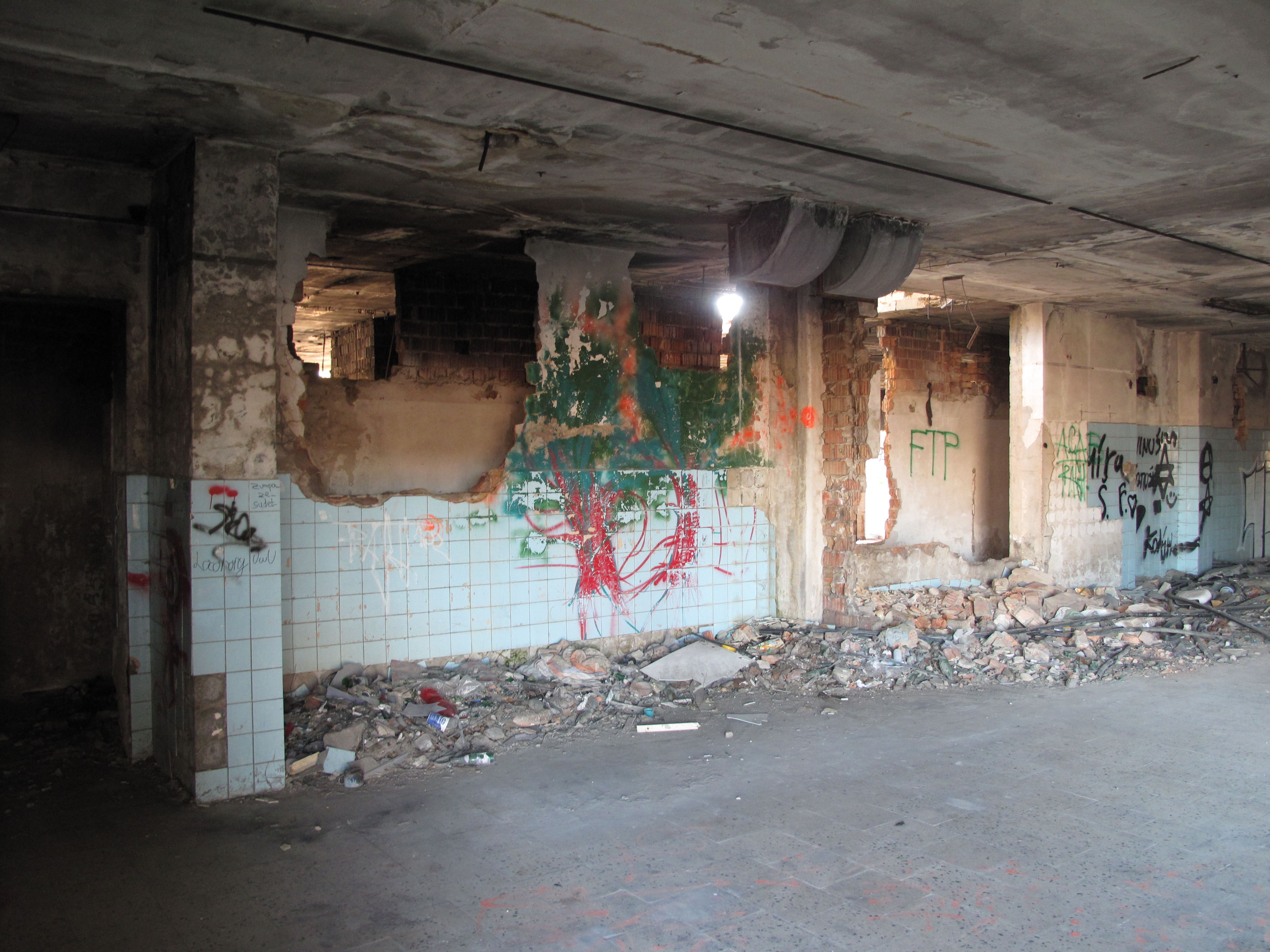
Pohled do technických prostor v roce 2022
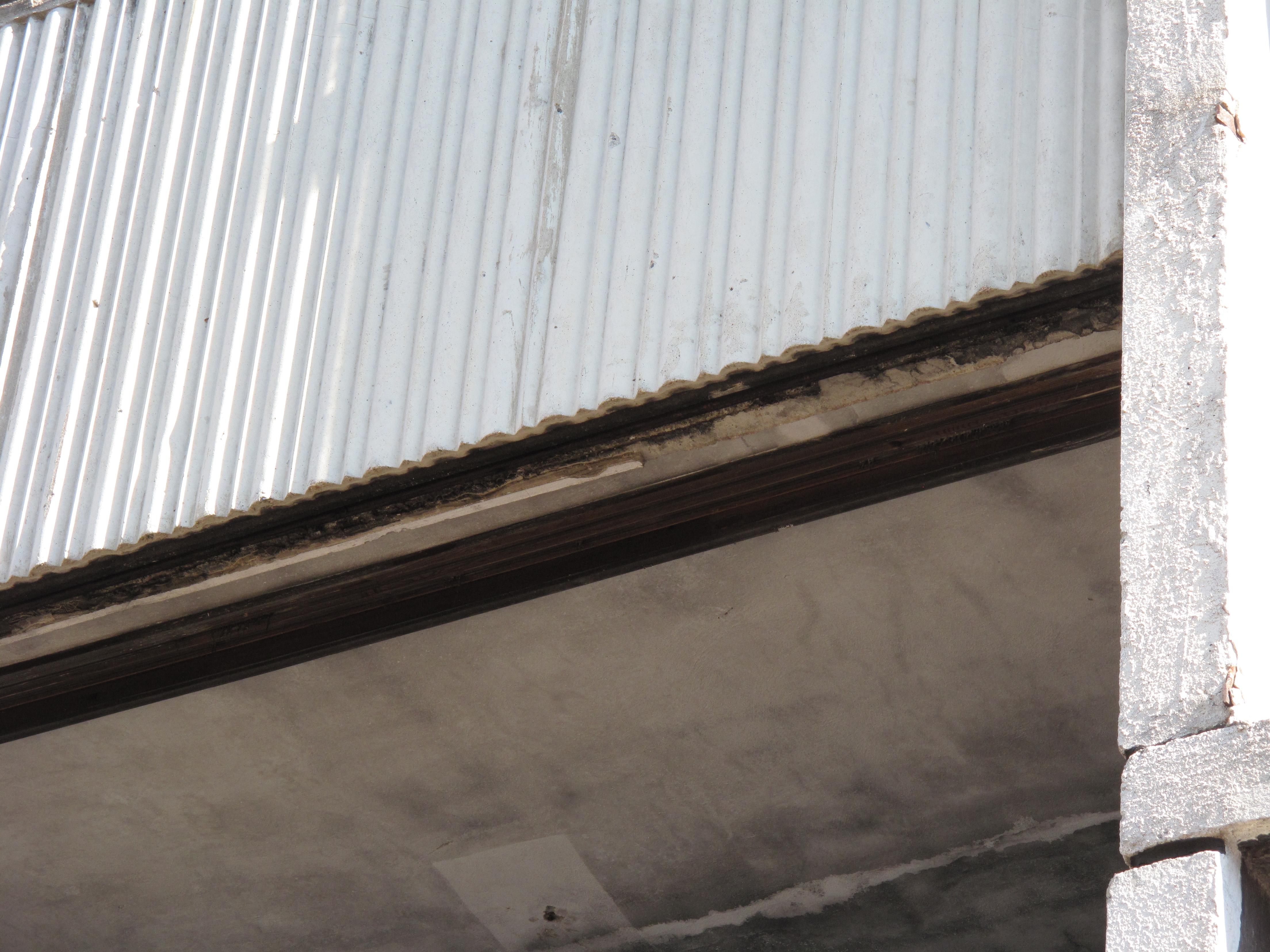
Detail vrubovaného pohledového betonu na fasádě
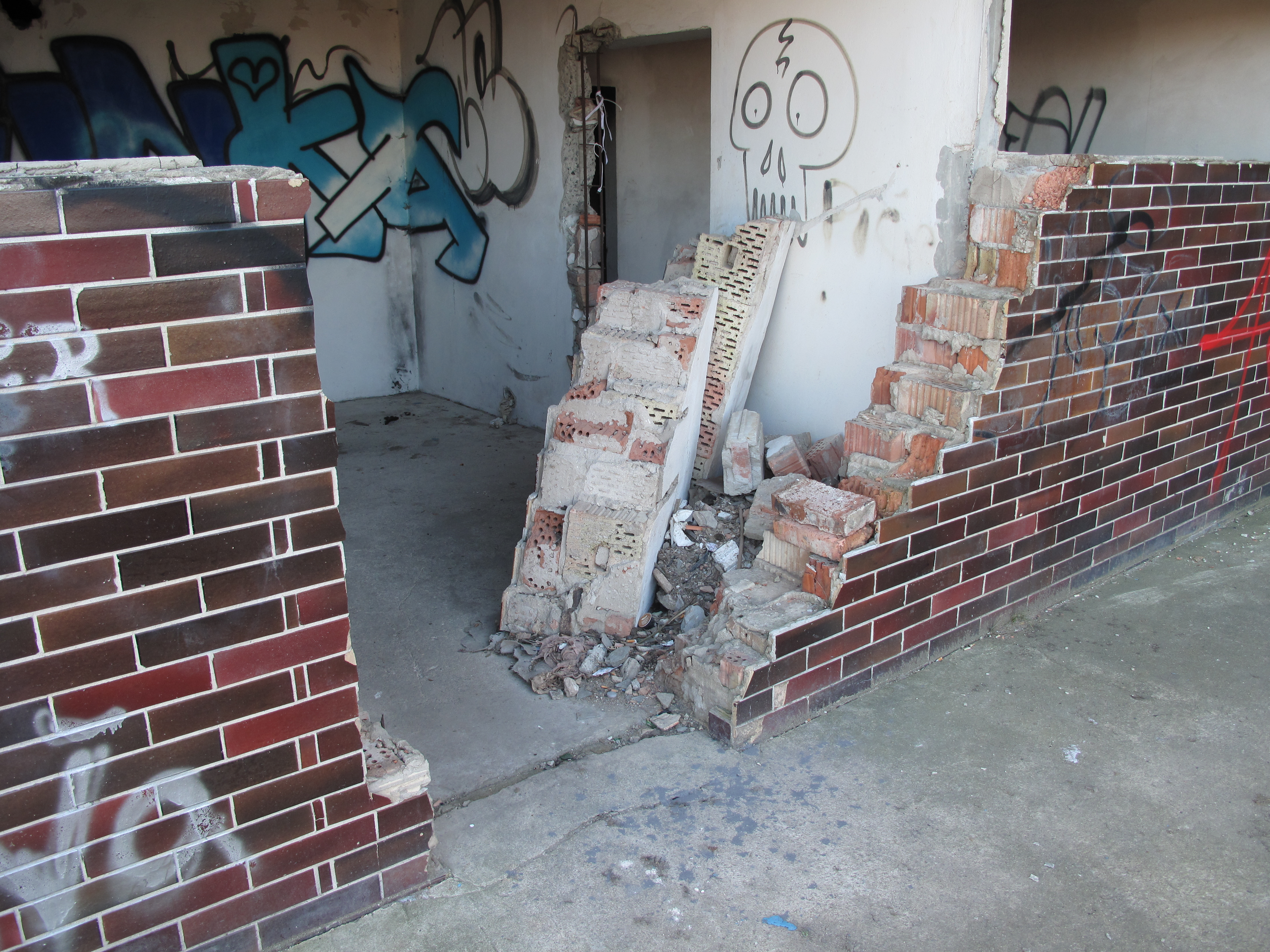
Rozbité fasádní stěny se zbytky kabřincového obložení
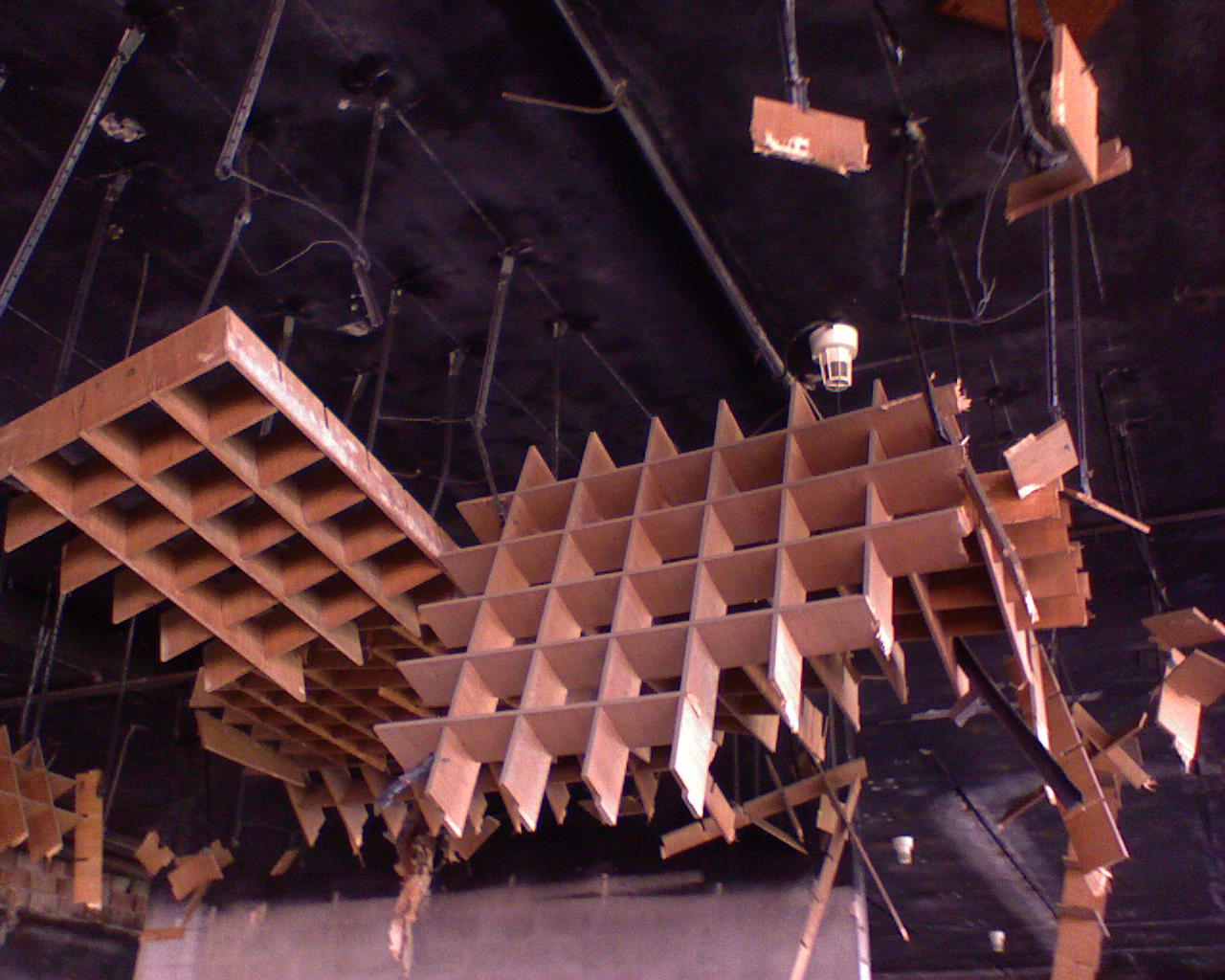
Pozůstatky stropních dekorací 2010
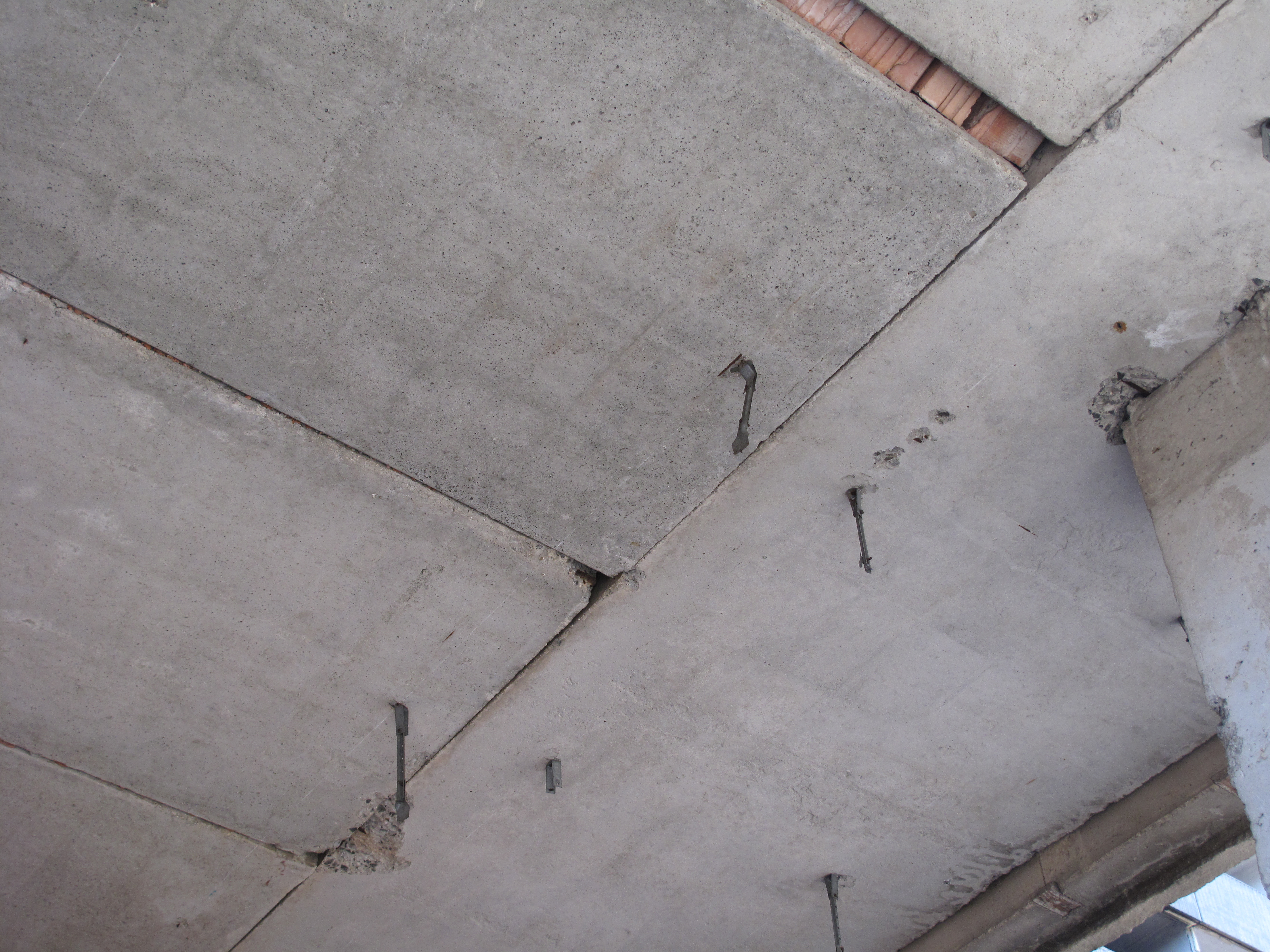
Obnažené stropní panely 2022
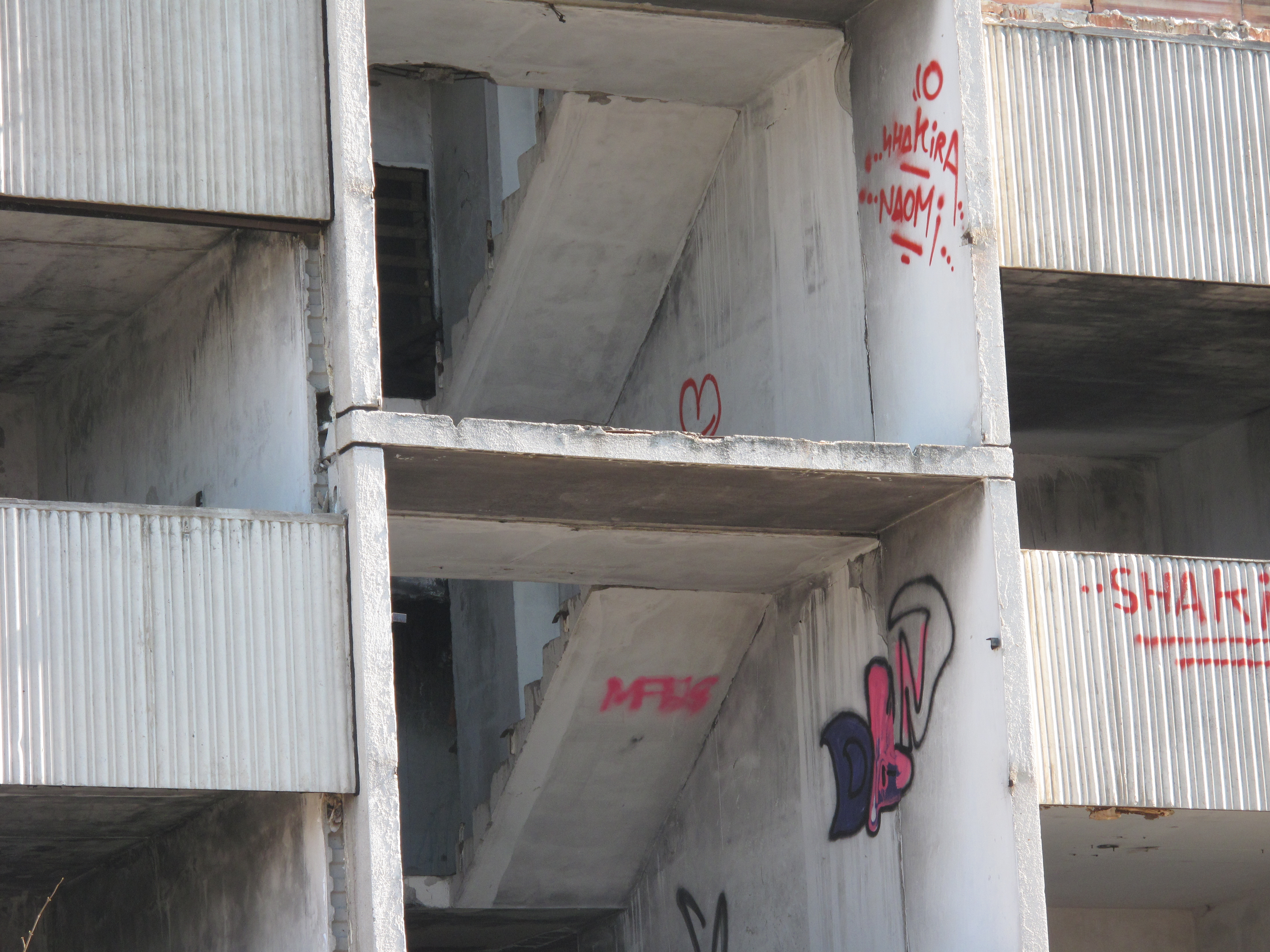
Část schodiště v zadní části objektu